# Lienardia planilabrum
Lienardia planilabrum is een slakkensoort uit de familie van de Clathurellidae. De wetenschappelijke naam van de soort is voor het eerst geldig gepubliceerd in 1846 door Reeve.